# Anand (Film)
Anand (Hindi: आनंद, Ānand; Urdu: آنند) ist ein erfolgreicher Hindi-Film von Hrishikesh Mukherjee aus dem Jahr 1971.

## Handlung
Anand Saigal ist Krebspatient. Trotz dieser Diagnose genießt er das Leben in vollen Zügen. Andererseits ist Bhaskar Banerjee, Anands Arzt mit seinem Leben unzufrieden und auch bestürzt von der harten Realität.
Doch Anand lehrt ihn, die schönen Dinge des Lebens zu genießen und hinter allem Schlechten das Gute zu entdecken.
Nachdem Anand all die Freude verbreitet und das Leben vieler zum Positiven verändert hat, kann er das Schicksal jedoch nicht beeinflussen. Anand stirbt und inspiriert Bhaskar, ein Buch über Anands Leben zu schreiben. Er beschreibt sein Leben vor Anands Begegnung, ihr erstes Aufeinandertreffen, wie sich das Verhältnis von Arzt und Patient in eine enge Freundschaft verwandelt und über die Kraft eines schwachen Mannes, der seine Krankheit nicht besiegen aber die Herzen aller gewinnen konnte. Für Bhaskars Debütroman Anand wird er mit dem „Saraswati Award“ ausgezeichnet.

## Musik
| Lied                                  | Sänger          |
| ------------------------------------- | --------------- |
| Zindagi Kaise Hai Paheli              | Manna Dey       |
| Kahin Door Jab Din Dhal Jaaye         | Mukesh          |
| Maine Tere Liye Hi Saat Rang Ke Sapne | Mukesh          |
| Na Jiya Laage Na                      | Lata Mangeshkar |

Die Liedtexte zur Musik von Salil Choudhury schrieben Gulzar und Yogesh.

## Auszeichnungen
Filmfare Award 1972
- Filmfare Award/Bester Film an Hrishikesh Mukherjee
- Filmfare Award/Bester Hauptdarsteller an Rajesh Khanna
- Filmfare Award/Bester Nebendarsteller an Amitabh Bachchan
- Filmfare Award/Bester Dialog an Gulzar
- Filmfare Award/Bester Schnitt an Hrishikesh Mukherjee
- Filmfare Award/Beste Story an Hrishikesh Mukherjee

National Film Award
- National Film Award/Bester Nebendarsteller an Amitabh Bachchan

## Sonstiges
- Der Film wird aus der Rahmenhandlung der Preisverleihung in einer Rückblende erzählt.
- Die bengalische Schauspielerin Sanyal hatte hier ihr Hindi-Filmdebüt, Bachchan seinen zweiten Filmauftritt.
- Dieser Film ist dem großen Künstler Raj Kapoor und der Stadt Bombay gewidmet.
- Hrishikesh Mukherjee drehte 1975 unter dem Titel Mili mit Jaya Bachchan als todkranke Heldin und Amitabh Bachchan als zynischen Alkoholiker ein erfolgloses Remake dieses Films.